# Șaula, Cluj

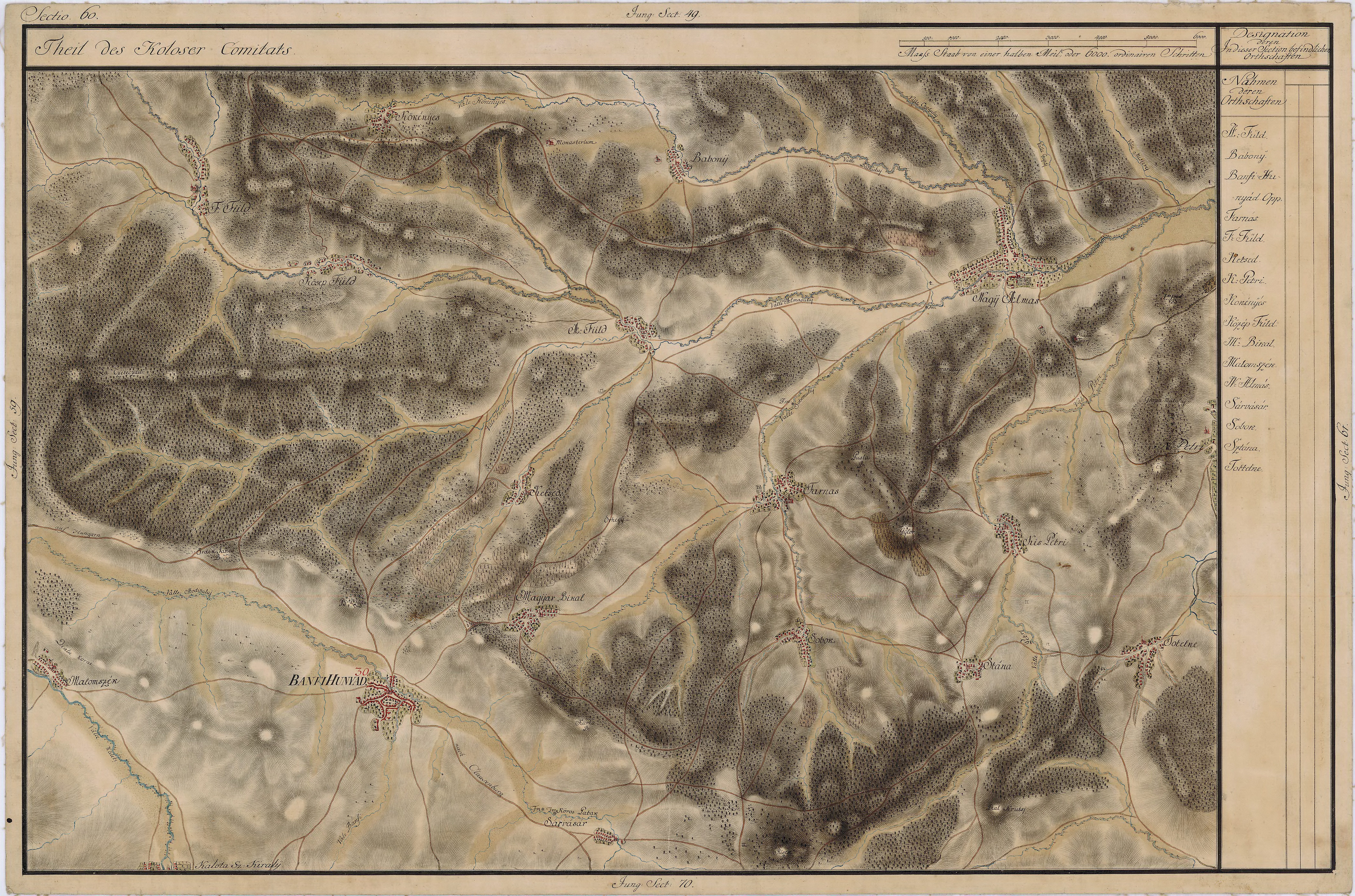
Şaula pe Harta Iosefină a Transilvaniei, 1769-1773

Șaula (în maghiară Sárvásár) este un sat în comuna Izvoru Crișului din județul Cluj, Transilvania, România.

## Galerie de imagini

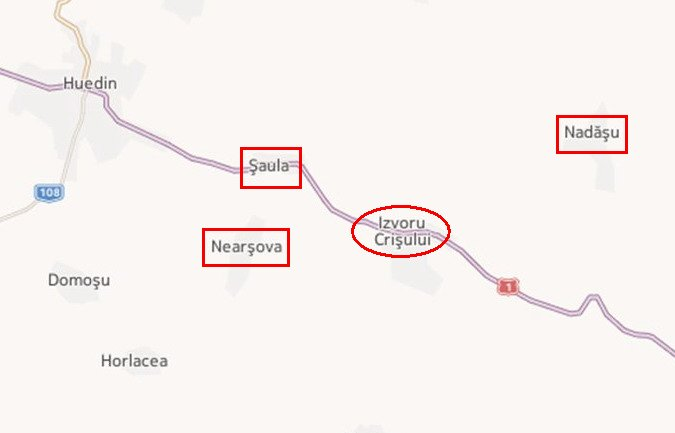
Comuna Izvoru Crişului și satele componente
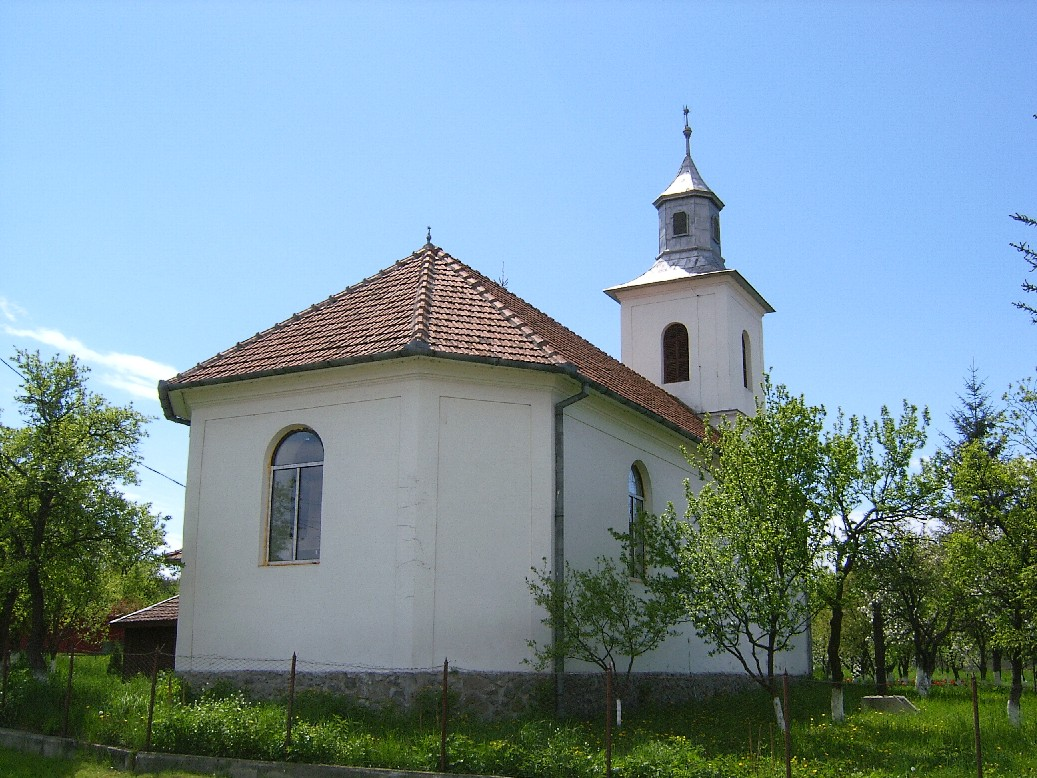
Biserica Reformată din Şaula